# 대구예아람학교
대구예아람학교는 대구광역시 달성군에 있는 공립 특수학교이다.

## 연혁
- 2021년 3월 1일 : 이전한 옛 경서중학교 부지에 개교[1]